# Fensfjorden
60°50′32″N 4°55′33″Ø / 60.84222°N 4.92583°Ø
Fensfjorden er en fjord på grænsen mellem de tidligere Hordaland og Sogn og Fjordane fylker, nu samlet i Vestland fylke i Norge. Fjordåbningen er mod vest ved Holmengrå Fyr lige syd for Sognefjorden. Fensfjorden fortsætter mod sydøst i 30 km før den går over i Austfjorden. Mod nordøst ligger en fjordarm, Masfjorden. Fjorden er 3-5 km bred. 
På sydsiden af fjorden ligger kommunerne Fedje, Austrheim og Lindås, på nordsiden kommunerne Gulen og Masfjorden.
Der er stor skibstrafik i den yderste del af fjorden ind til olieraffinaderiet på Mongstad ved fjordens sydbred. Mongstad er Norges største havn i tonnage og Nord-Europas næst største oliehavn.
Riksvej 57 krydser fjorden via færgeforbindelsen Leirvåg-Sløvåg.
Ved Fensfjorden findes sandstener fra devontiden. Tilsvarende rester efter aflejringer i devontiden findes også i Solund, på Kvamhesten, Håsteinen og Hornelen. Tilsammen udgør disse geologiske felter, Devonfeltene på Vestlandet, en vigtig del af Norges geologi.